# Amancio Ortega Gaona
Amancio Ortega Gaona (Leon, Spanje, 28 maart 1936) is een Spaanse designer en ondernemer. Hij is bestuursvoorzitter en, samen met zijn toenmalige vrouw Rosalía Mera, oprichter van de Inditex Groep (Industrias de Diseño Textil Sociedad Anónima). Volgens Forbes was hij in 2013 met een vermogen van 82 miljard dollar tijdelijk de op een na rijkste man van de wereld. Tegenwoordig woont hij met zijn tweede vrouw in het centrum van A Coruña. Hij is supporter van de voetbalclub Deportivo de La Coruña. Hij heeft drie kinderen.
Als gevolg van het werk van zijn vader, een spoorwegarbeider, kwam Ortega op 14-jarige leeftijd naar A Coruña. Hij begon als boodschappenjongen voor verschillende kledingzaken in A Coruña, het centrum van de Spaanse textielindustrie. In 1963 begon Ortega een eigen zaak voor fabricage en verkoop van badjassen, Confecciones Goa. In 1975 opende hij zijn eerste winkel onder de naam Zara, wat zou uitgroeien in een enorm populaire keten van kledingzaken. 
Hij is voor 59% eigenaar van de Inditex Groep waar de merken Zara, Massimo Dutti, Bershka, Oysho, Zara Home, Kiddy's Class, Tempe, Stradivarius, Pull&Bear, Often en Lefties toebehoren en had per januari 2020 meer dan 175.000 werknemers in dienst.
In oktober 2015 was hij even de rijkste man ter wereld, met een vermogen van 79,9 miljard dollar.